# Comuna Andreiașu de Jos, Vrancea
Andreiașu de Jos (în trecut, Andreiași sau Andreiașul Muntenesc) este o comună în județul Vrancea, Muntenia, România, formată din satele Andreiașu de Jos (reședința), Andreiașu de Sus, Arșița, Fetig, Hotaru, Răchitașu și Titila.

## Etimologie
Numele comunei provine la antroponimul din limba maghiară, András, care este și nume de persoană. Conform studiilor de toponimie, în anul 1445, satul a fost menționat cu amplasarea lângă "pădurea lui Andriaș Căliman". Acest lucru sugerează că numele original ar fi putut fi "Kálmán/Kelemen András", indicând o legătură cu un proprietar sau o persoană importantă din zonă, pe nume Andriaș (echivalentul românesc pentru András).
Astfel, numele "Andreiașu" face referire la o persoană, iar "de Jos" este un determinant geografic, specificând poziția localității (în partea de jos a unei zone, spre deosebire de Andreiașu de Sus).

## Așezare
Comuna se află în partea de vest a județului, în zona izvoarelor Milcovului, la confluența mai multor afluenți. Este traversată de șoseaua națională DN2M, care deservește comuna Nereju, legând-o de Odobești și Focșani (unde se termină în DN2D).

## Demografie
Componența etnică a comunei Andreiașu de Jos
     Români (89,46%)
     Alte etnii (0%)
     Necunoscută (10,54%)
Componența confesională a comunei Andreiașu de Jos
     Ortodocși (89,12%)
     Alte religii (0,07%)
     Necunoscută (10,81%)
Conform recensământului efectuat în 2021, populația comunei Andreiașu de Jos se ridică la 1.461 de locuitori, în scădere față de recensământul anterior din 2011, când fuseseră înregistrați 1.655 de locuitori. Majoritatea locuitorilor sunt români (89,46%), iar pentru 10,54% nu se cunoaște apartenența etnică. Din punct de vedere confesional, majoritatea locuitorilor sunt ortodocși (89,12%), iar pentru 10,81% nu se cunoaște apartenența confesională.

## Istorie
La sfârșitul secolului al XIX-lea, comuna purta numele de Andreași, făcea parte din plasa Orașul a județului Râmnicu Sărat și avea în compunere satele Andreași, Târâtu, Râmna, Titila, Andreașu de Sus și Andreașu Muntenesc, având 650 de locuitori. În comună funcționau o biserică zidită în 1891 și o școală cu 23 de elevi (toți băieți). Anuarul Socec din 1925 consemnează comuna în plasa Cotești a aceluiași județ, cu o populație de 728 de locuitori.
În anul 1931, comuna a fost transferată județului Putna și a luat numele de Andrieșu, având în compunere satele Andrieșu de Jos, Andrieșu de Sus, Fetig, Răchitiș și Șipotele.
În septembrie 1950, comuna a fost transferată raionului Focșani din regiunea Putna și apoi, după 1952, după desființarea regiunii Putna, din regiunea Bârlad și mai târziu, 1952, după desființarea regiunii Bârlad, din regiunea Galați.
În 1964, comunei i-au fost alipite și satele fostei comune Andreiașu de Sus.
În februarie 1968, comuna a fost transferată la județul Vrancea, având de atunci structura actuală.

## Monumente istorice
Singurul obiectiv din comuna Andreiașu de Jos inclus în lista monumentelor istorice din județul Vrancea ca monument istoric de interes local este situl arheologic de la Andreiașu de Jos, care cuprinde urmele unei așezări eneolitice aparținând culturii Cucuteni și ale unei așezări din Epoca Bronzului atribuită culturii Monteoru.

## Obiective turistice

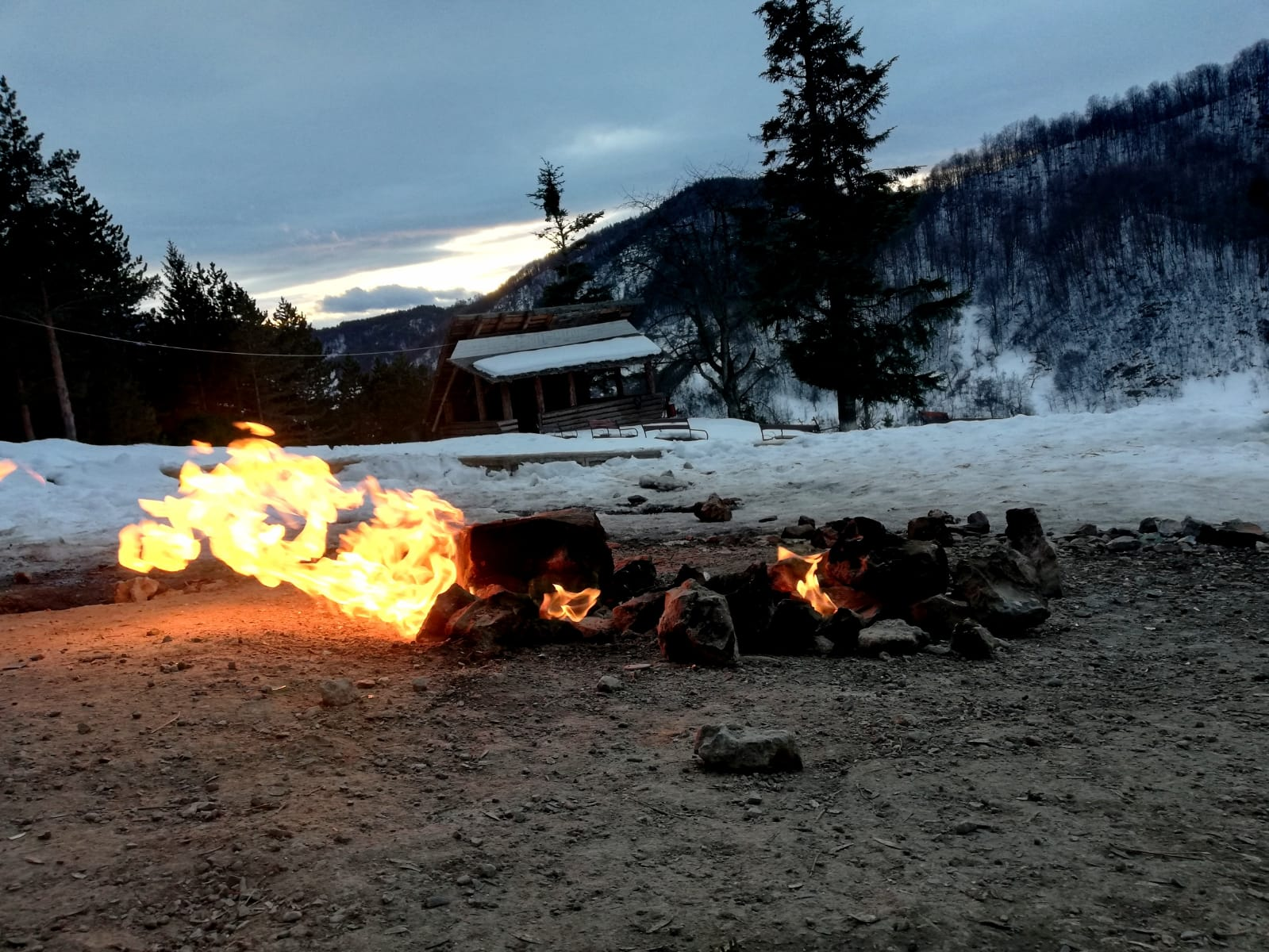
Situl arheologic de la Andreiașu de Jos, Focul Viu

Un obiectiv turistic foarte frumos și interesant, se găsește în comună, Focul Viu, care este și o arie protejată. Obiectivul turistic a fost înființat în anul 1967 dar este declarat din anul 2000. Zona Focul Viu este o zonă de o importanță geologică și peisagistic, atât pentru județul Vrancea cât și pentru România.

## Politică și administrație
Comuna Andreiașu de Jos este administrată de un primar și un consiliu local compus din 11 consilieri. Primarul, Vasilică Cristian[*], de la Partidul Social Democrat, este în funcție din 2016. Începând cu alegerile locale din 2024, consiliul local are următoarea componență pe partide politice:
|  | Partid                    | Consilieri | Componența Consiliului | Componența Consiliului | Componența Consiliului | Componența Consiliului | Componența Consiliului | Componența Consiliului | Componența Consiliului | Componența Consiliului |
|  | ------------------------- | ---------- | ---------------------- | ---------------------- | ---------------------- | ---------------------- | ---------------------- | ---------------------- | ---------------------- | ---------------------- |
|  | Partidul Social Democrat  | 8          |                        |                        |                        |                        |                        |                        |                        |                        |
|  | Partidul Național Liberal | 3          |                        |                        |                        |                        |                        |                        |                        |                        |